# 水野歌夕
水野 歌夕（みずの かゆう／MIZUNO KAYU、1969年 - ）は、日本の写真家である。
京都府出身。佛教大学文学部卒業。父であり写真家の水野克比古に師事し、主に路地風景などを撮影している。1995年 第5回京都現代写真作家展で優秀賞受賞。
2000年 第7回京都現代写真作家展で優秀賞受賞。2003年 第9回京都現代写真作家展で大賞受賞。2007年 第11回京都現代写真作家展で準大賞受賞。
2000年 水野克比古フォトスペース「町家写真館」をオープンし館長に就任。2005年 写真集「京の路地風景」（東方出版）を出版。

## 著作
- 「京都 路地：迷宮の小道」（光村推古書院）2015年12月　ISBN 978-4838105427
- 「NHK 趣味Do楽 レンズで見つける！ わたしの京都〜女子のカメラ＆ライフ・レッスン」（NHK出版 日本放送協会）2015年2月 ISBN 978-4141897965
- 「京の路地風景―水野歌夕写真集 (大型本)」（東方出版）2005年10月 ISBN 978-4885919718
- 「京桜 - Cherry Blossoms of Kyoto: A Seasonal Portfolio」（講談社インターナショナル：共著） 2009年3月 ISBN 978-4770030948
- 「京紅葉 - Autumn Colors of Kyoto: A Seasonal Portfolio」（講談社インターナショナル：共著） 2008年10月 ISBN 978-4770030931
- 「京のおみやげ帖」（ユーキャン）　2008年3月